# Чарекян, Сурен Гаврилович
Чарекян Сурен Гаврилович (25 января 1901,Тбилиси — 12 августа 1979, Ереван) — армянский советский дирижёр, профессор Ереванской консерватории, народный артист Армянской ССР (1956), заслуженный деятель искусств Узбекской ССР (1944).

## Биография
Окончил Ленинградскую консерваторию в 1932 (класс дирижирования А. В. Гаука).
В 1931—1932 — дирижёр Оперной студии Ленинградской консерватории.
В 1933—1934 и с 1944 — дирижёр (в 1957—1964 — гл. дирижёр) Театра оперы и балета им. Спендиарова.
В 1934—1936 — дирижёр Театра оперы и балета им. Палиашвили (Тбилиси).
В 1936—1944 — гл. дирижёр Театра оперы и балета им. Я. М. Свердлова (Ташкент).

## Педагогическая работа
- в Тбилисской консерватории (1934—1936)
- с 1944 — в Ереванской консерватории (и. о. профессора)

## Награды и звания
- орден Трудового Красного Знамени (27.06.1956)
- Народный артист Армянской ССР (1956)
- Заслуженный деятель искусств Узбекской ССР (1944)

## Дирижирование
- «Пиковая дама» (П. И. Чайковского)
- «Иван Сусанин» (М. И. Глинки)
- «Князь Игорь» (А. П. Бородина
- «Русалка»
- «Царская невеста» (Н. А. Римского-Корсакова)
- «Евгений Онегин» (П. И. Чайковского)
- «Аида» (Дж. Верди)
- «Кармен» (Ж.Бизе)
- «Тоска» (Дж. Пуччини)
- «Чио-Чио-Сан» (Дж. Пуччини)
- «Травиата» (Дж. Верди)
- «Риголетто» (Дж. Верди)
- «Бал-маскарад» (Дж. Верди)
- «Трубадур» (Дж. Верди)
- «Аршак II»
- «Леблебиджи»
- «Намус» Ходжа-Эйнатова
- «Тихий дон» Дзержинского
- «Броненосец „Потёмкин“»